# Pedometro

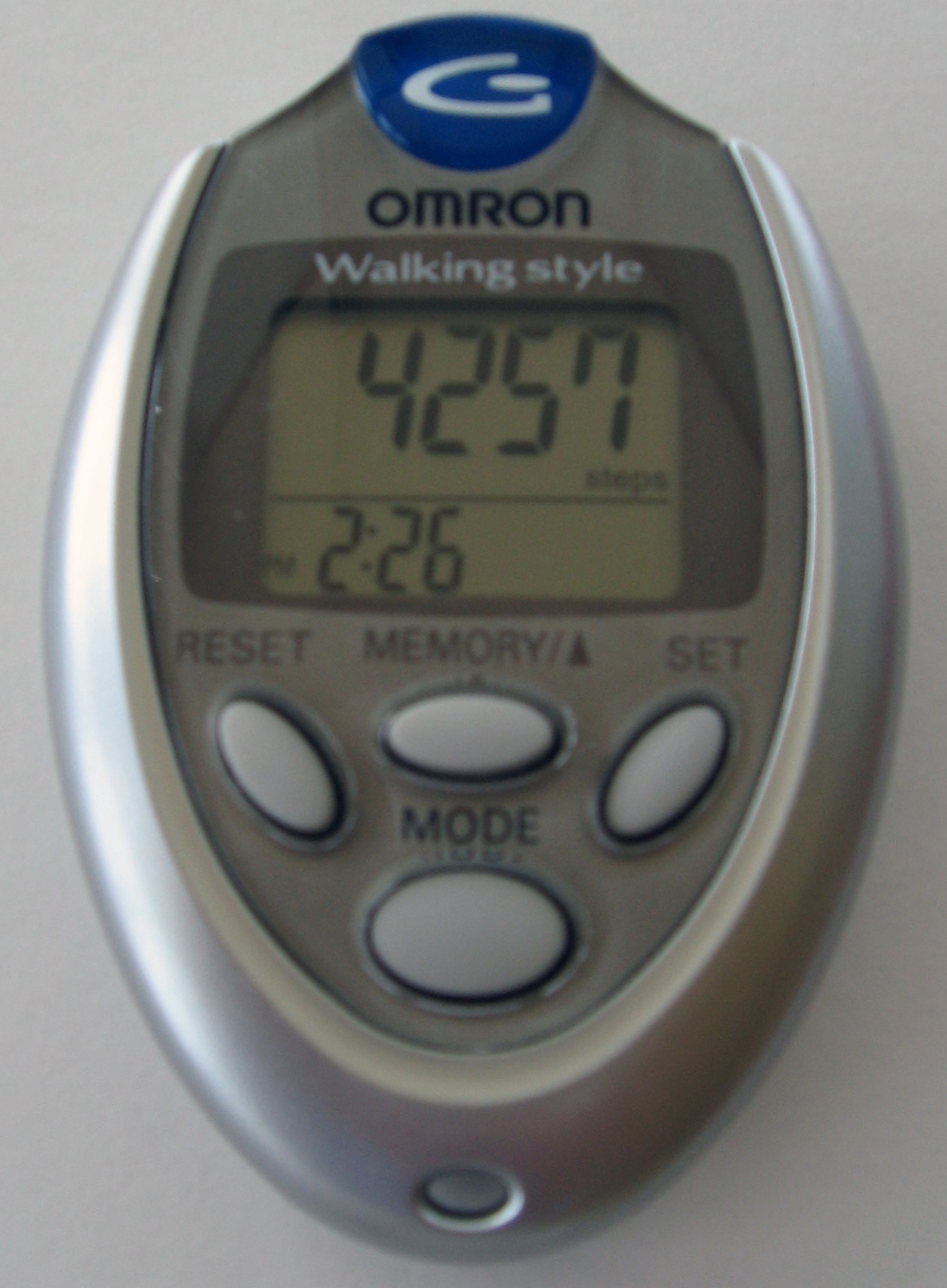
Un pedometro

Il pedometro (detto anche podometro o contapassi) è un apparato che misura il numero di passi compiuti da una persona rilevando il movimento dei suoi fianchi. Fornisce quindi anche una misura indiretta della distanza e della velocità.

## Descrizione
Lo strumento è spesso appeso all'altezza della cintura.
La precisione delle misurazioni dipende molto dalla capacità di mantenere una falcata costante, e varia da pedometro a pedometro. Alcuni strumenti registrano come passi anche altri movimenti, come ad esempio quello di allacciarsi le scarpe, sebbene le versioni più recenti riescano a discriminare questo tipo di movimenti.
Originariamente utilizzato solamente da sportivi, i pedometri si sono diffusi per misurare l'attività fisica compiuta da una persona, e per motivare a compiere esercizio.
I pedometri sono stati integrati anche in dispositivi elettronici quali lettori MP3 o telefoni cellulari.